# Hushang Ebtehaj
Hushang Ebtehaj (persa: هوشنگ ابتهاج, com o pseudónimo de H. E. Sayeh (persa: ه. ا. سایه, lit. Shade) foi um eminente poeta iraniano do século XX, cuja vida e obra abarca muitas das agitações políticas, culturais e literárias de Irão.

## Vida
Ebtehaj nasceu o 25 de fevereiro de 1928 em Rasht, Irão, e ali começou a estudar antes de mudar-se a Teerão. Seu primeiro livro de poesia, com uma introdução do eminente poeta Mehdi Hamidi Shirazi, publicou-se quando tinha 19 anos. Durante o período liberal de Irão após a Segunda Guerra Mundial, Sayeh envolveu-se em vários círculos literários e contribuiu em várias revistas literárias como Sokhan, Kavian, Sadaf, Maslehat, entre outras. À diferença de muitas outras figuras literárias da época que se envolveram profundamente na política e nas actividades de esquerda, Sayeh se manteve fiel à sua consciência social e política, mas se absteve de uma participação mais profunda. Trabalhou na National Cement Company durante 22 anos enquanto continuava com suas actividades literárias. Mais tarde foi convidado pela Rádio Nacional Iraniana para produzir o programa de música tradicional "Golhaye Taze" e "Golchin Hafte".
Após a Revolução iraniana de 1979 e a consequente repressão, Sayeh passou um ano em preso devido aos seus escritos. Após a sua libertação, começou a trabalhar em "Hafez, by Sayeh", um estudo verso por verso das diversas publicações de Hafez-e Shirazí. Em 1987, mudou-se para Colónia (Alemanha) com sua família.
Ebtehaj morreu em 10 de agosto de 2022, aos 94 anos de idade, após ficar hospitalizado em Colônia devido à insuficiência renal.

## Poesia
Sayeh publicou sua primeira colecção de poesia quando ainda era um estudante de secundária na província nortenha de Guilán. Sua produção total, no entanto, segue sendo pequena devido à sua preocupação pelo detalhes e pela forma da escrita. No clima político da década de 1940, Sayeh foi um fervoroso defensor da poesia do compromisso social. Sua própria poesia revela sua preocupação pela literatura intencional.
Sayeh também tem escrito uma colecção de poemas líricos (gazal) no estilo clássico. Aqui revela um fácil domínio das formas tradicionais —a oda lírica, em particular— que utiliza para celebrar os momentos da vida tanto sagrados como seculares. A poesia de Sayeh, às vezes muito emotiva, é sempre notável por sua franqueza convincente e seu sentimento não dissimulado.

## Obras
Poesia
- As primeiras canções, 1946 (نخستین نغمه‌ها)
- Miragem, 1951 (سراب)
- Tristes penas I, 1953 (سیاه مشق ۱)
- Nocturno, 1953 (شبگیر)
- Terra, 1955 (زمین)
- Páginas desde a noite mais longa, 1965 (چند برگ از یلدا)
- Tristes penas II, 1973 (سیاه مشق ۲)
- Até ao amanhecer da noite mais longa, 1981 (تا صبح شب یلدا)
- Memorial to the Blood of the Cypress, 1981 (یادگار خون سرو)
- Tristes penas III, 1985 (سیاه مشق ۳)
- Tristes penas IV, 1992 (سیاه مشق ۴)
- Miragem da Miragem, 1995 (آینه در آینه)
- Deprimido, 2006 (تاسیان)

Outro
- Hafez, por Sayeh, 1994 (حافظ به سعی سایه)